# إينيس سواريث
إينيس سواريز (بالإسبانية: Inés de Suárez)‏ هي مستكشفة إسبانية، ولدت في 1507 في بلاسينثيا في إسبانيا، وتوفيت في 1580 في سانتياغو في تشيلي.